# روده‌ماهیان زنده‌زای دروغین
روده‌ماهیان زنده‌زای دروغین (نام علمی: Parabrotulidae) نام یک تیره از راسته روده‌سانان است.